# Oreoderus gestroi
Oreoderus gestroi är en skalbaggsart som beskrevs av Ricchiardi 2000. Oreoderus gestroi ingår i släktet Oreoderus och familjen Cetoniidae. Inga underarter finns listade i Catalogue of Life.